# Eurois
Eurois là một chi bướm đêm thuộc họ Noctuidae.

## Loài
- Eurois astricta Morrison, 1874
- Eurois occultus Linnaeus, 1758
- Eurois repugnans Walker, 1857
- Eurois inclusa Walker, 1865
- Eurois nigra Smith, 1892

Eurois praefixa hiện được gọi là Richia praefixa. Eurois docilis (Grote, 1881) được coi là đồng nghĩa của Richia praefixa.